# Tašizam
Tašizam je naziv za stil apstraktnog slikarstva koji se javio u Francuskoj 1940ih i 1950ih.
Izraz tašizam usvojio je 1954.g. francuski kritičar Charles Estienne da bi opisao način slikanja čije je obilježje taches, odnosno mrlje boja, koje se stvaraju prskanjem ili kapanjem boje po platnu. Georges Mathieu odabrao je izraziti se ovim spontanim načinom i razvio je tehniku zamršene kompozicije apstraktnih znakova u brzom polukaligrafskom izrazu. Mathieu je svoje mnogobrojne slike iznosio u javnost na dramatičan i efektan način, čime je najavio umjetnost performancea.